# 榃滨镇
榃滨镇，是中华人民共和国广东省云浮市罗定市下辖的一个乡镇级行政单位，位于东经111º23¹，北纬22º49¹。罗定市中国324国道广东与广西交界处，国道324线自东向西横贯镇区全境，是沟通两广的交通要塞，属于战略要地。地形以山地为主。全镇总面积154.1平方公里，其中山地18.1万亩，耕地1.9万亩，辖13个村委会和1个居委会，共12065户，总人口47080人，除通婚外无其他少数民族聚居。全年气候温和宜人，平均气温21.4ºC，全年无霜期345天，年均降水量1500毫米，一年四季皆可耕作。镇政府位于榃滨圩。以生产肉桂著称，为世界上优质肉桂最大的生产基地。镇内主要物产还有砂糖桔、箩竹等。镇内工业主要有电子厂、灯饰厂等。主要教育机构有榃滨镇中心小学、榃滨中学和榃滨镇中学等。

## 行政区划
榃滨镇下辖以下地区：
榃滨社区、榃滨村、思理村、山河村、金滩村、高竹村、车田村、永坑村、夜护村、六云村、潮岭村、办田村、梅竹村和思甲村。